# Charles Maurice Graham

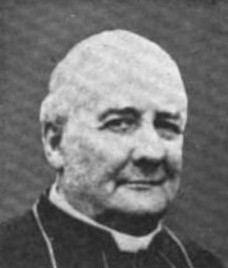
Charles Maurice Graham (1834)

Charles Maurice Graham (* 5. April 1834 in Mhow, Madhya Pradesh, Britische Ostindien-Kompanie; † 2. September 1912 in Hayle, Cornwall, England) war ein britischer römisch-katholischer Geistlicher.

## Leben
Charles Maurice Graham wurde 1834 in Mhow, Indien, geboren. Er besuchte das Sacred Heart College in Prior Park und das Englische Kolleg in Rom. Er wurde 1857 zum Priester geweiht und zwei Jahre später Sekretär des Bischofs und Schatzmeister der Diözese Plymouth.
Am 25. September 1891 wurde er zum Koadjutorbischof von Plymouth und Titularbischof von Cisamus ernannt. Am 28. Oktober 1891 weihte William Joseph Hugh Clifford, Bischof von Clifton, ihn im Collegio Pio in Rom zum Bischof. Mitkonsekratoren waren Edmund James Knight, Bischof von Shrewsbury, und John Vertue, Bischof von Portsmouth. Am 24. Oktober 1902 starb William Vaughan und Graham folgte ihm als Diözesanbischof nach. Am 16. März 1911 nahm Papst Pius X. seinen Rücktritt an und ernannte ihn zum Titularbischof von Tiberias. Er starb am 2. September 1912 in Hayle, Cornwall.
Anfangs wurde auf dem Friedhof in Plymouth bestattet, der Leichnam wurde später in die Kathedrale St. Mary and St. Boniface in Plymouth umgebettet.